# Трамвай-памятник (Волгоград)
Трамвай-памятник — установленный в качестве памятника в Волгограде трамвайный вагон. Открытие памятника было приурочено к 100-летию пуска трамвайного движения в городе. Внешний и внутренний вид облик соответствуют моделям серии Х.

## История
Базой для воссоздания трамвая-памятника стал вагон МС-4 1932 года выпуска. В период производства и подготовки к эксплуатации нового подвижного состава для второй очереди скоростного трамвая специалисты МУП «Метроэлектротранс» выезжали в командировки в Санкт-Петербург, где на трамвайно-механическом заводе они увидели старый вагон МС-4, который уже не эксплуатировался. Он был приобретён и летом 2010 года доставлен из Санкт-Петербурга в Волгоград.
Старый вагон был привезён на завод по ремонту трамваев и троллейбусов «ВЭТА». Коллективу завода была поставлена задача — к 100-летию пуска трамвайного движения в городе на базе вагона МС-4 воссоздать внешний и внутренний облик трамвайного вагона серии Х. Над воссозданием работали зам.директора завода Д.А. Принцев, инженер-конструктор Е.Ю. Епишин, газоэлектросварщик Д.Б. Попов и плотник В.Н. Башкирцев. Воссоздавая трамвай, рабочие ориентировались на более позднюю версию вагона серии Х — с одной кабиной водителя и двумя дверями с правой стороны. Такие вагоны стали производить, когда появились разворотные кольца. До этого трамваи ходили челночным способом, заходя в тупики, поэтому у них было две кабины и двери с обеих сторон.
В 2011 году трамвай разобрали: тележку отделили от кузова, провели дефектацию составляющих, приступили к созданию чертежей, потому что старых чертежей подобного вагона на предприятии не сохранилось. Изучив фотографии, была составлена трёхмерная модель вагона. Был сварен каркас, затем его обшили металлом и приступили к изготовлению внутреннего интерьера вагона. Внутренняя отделка вагона: потолок, продольные скамейки и пол – сделаны из дерева. При воссоздании использовались материалы, которые применялись при постройке трамваев в начале XX века.
Когда трамвай был воссоздан, его с помощью подъёмного крана погрузили на трал и доставили на место установки. В ночь с 17 на 18 апреля 2013 года воссозданный вагон был установлен на специальную площадку с рельсами в городском саду Центрального района.
Торжественное открытие трамвая-памятника состоялось 19 апреля 2013 года.

## Описание
Памятник представляет собой копию вагона серии Х, который выпускался с 1926 по 1937 года на Мытищинском машиностроительном заводе, с 1937 по 1941 на Усть-Катавском вагоностроительном заводе. Трамваи данной модели эксплуатировались в городе с 1929 по 1967 годы.
Трамвай установлен на специальную площадку с рельсами, которая вымощена брусчаткой. Напротив вагона установлено три информационных стенда, на которых размещена краткая информация об истории развития трамвайного движения в городе. Также рядом установлена табличка с QR-кодом, с помощью которого можно перейти на сайт, где данная информация изложена более подробно.